# Potęga sztuki
Potęga sztuki" – brytyjski serial telewizyjny z 2006 roku w reżyserii Clare Beavan i Carla Hindmarcha. Serial opowiada historię sztuki europejskiej na wybranych przykładach mistrzów i ich dzieł.
Prezenterem jest brytyjski historyk sztuki Simon Schama. Serial zrealizowany przez BBC był emitowany w październiku i listopadzie 2006 na kanale BBC Two. W Polsce emitowano go w TVP2 w lutym i marcu 2008. W Stanach Zjednoczonych był emitowany przez PBS HD Channel. Wyświetlały go również: TVOntario w Kanadzie, ABC1 w Australii, Australia Network w Azji Pacyficznej, TV One w Nowej Zelandii, ET1 w Grecji oraz BBC Farsi w Iranie. Każdy z odcinków dotyczy innego artysty i zwraca szczególną uwagę na jego konkretne, ważne zdaniem autorów cyklu dzieło:
- Caravaggio – Dawid z głową Goliata
- Bernini – Ekstaza świętej Teresy
- Rembrandt – Sprzysiężenie Claudiusa Civilisa
- David – Śmierć Marata
- Turner – Statek niewolniczy
- Van Gogh – Pole pszenicy z krukami
- Picasso – Guernica
- Rothko – Black on Maroon